# 西湖郷

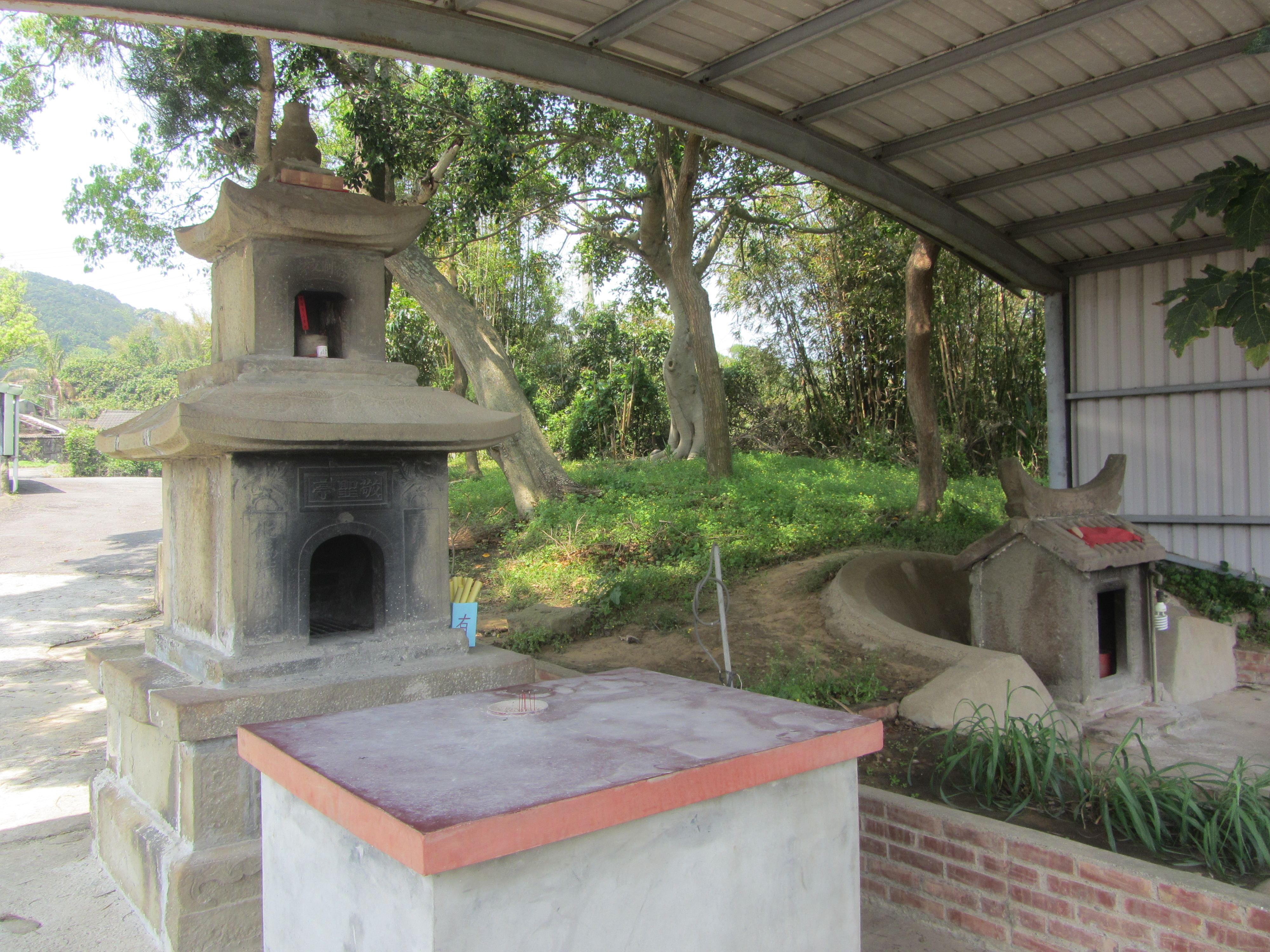
雲梯書院の敬聖亭と福徳祠

西湖郷（シーフー/せいこ-きょう）は、台湾苗栗県の郷。

## 地理
西湖郷は丘陵地帯にあり、森林資源が豊かである。東西両側に低山があり、その間に西湖渓は南から北と町全体を通り、その両岸に耕作地が広がり、集落が点在する。気候は亜熱帯のものであり、5月から9月は雨季である。住民の大部分は客家である。郷内には自転車道が整備される。主な産業は農業であり、コメとブンタンの生産が盛んである。

## 経済
長らくコンビニエンスストアのない行政区の一つであったが、2019年12月7日に統一超商が進出した。

## 行政区
| 里                                                                     |
| ---------------------------------------------------------------------- |
| 湖東村、二湖村、三湖村、四湖村、五湖村、金獅村、龍洞村、下埔村、高埔村 |

## 歴代郷長

### 国民中学
- 苗栗県立西湖国民中学

### 国民小学
- 苗栗県西湖国民小学

## 交通
| 種別 | 路線名称 | その他 |
| ---- | -------- | ------ |
| 省道 | 台1線    |        |

## 観光
- 宣王宮（中国語版）（雲梯書院）
- 惜字亭
- 金龍窯
- 呉濁流文学芸術館
- 西湖牧場
- 西湖老街
- 西湖媽祖聖像